# St. Laurentius (Hülzweiler)

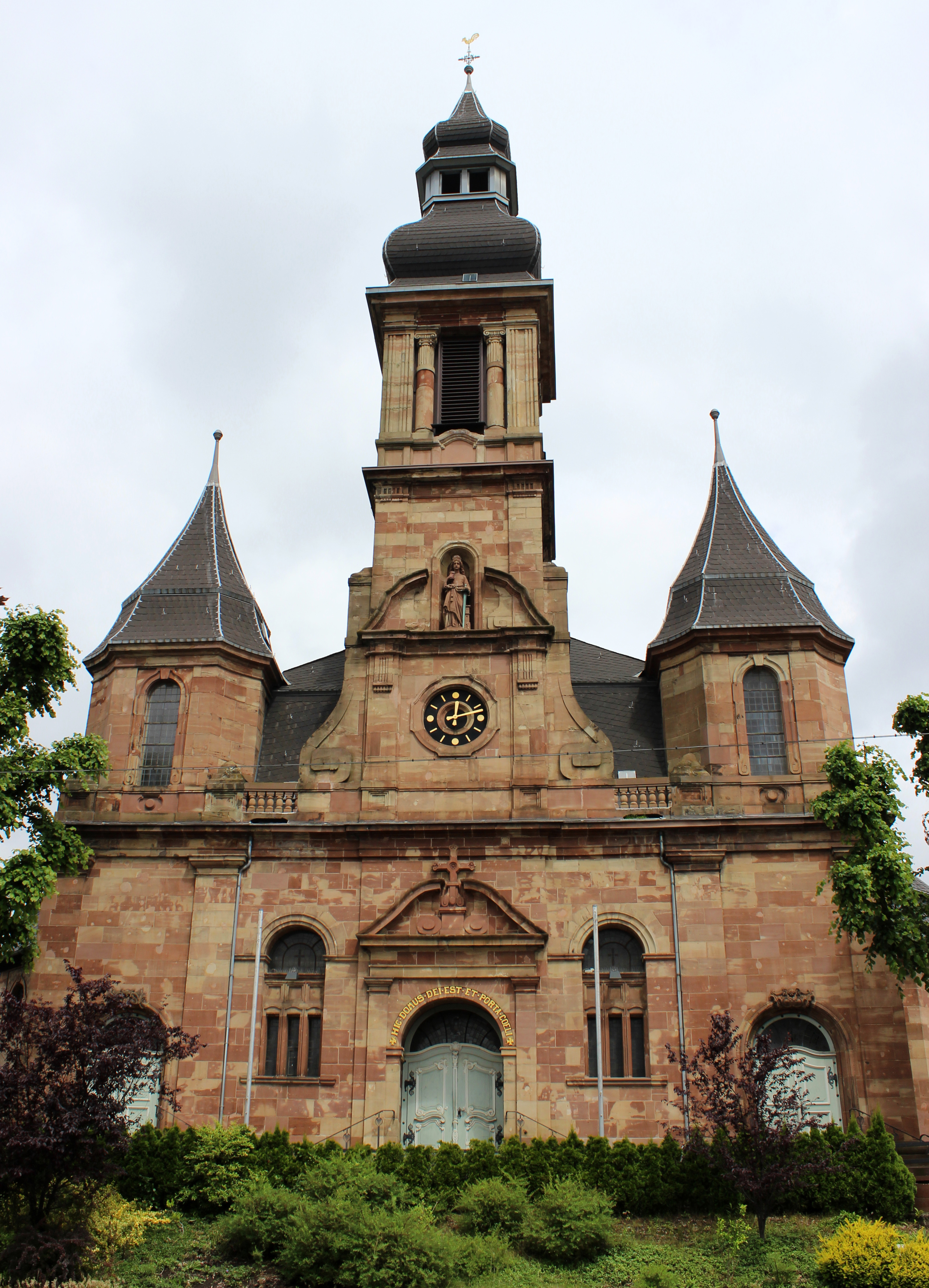
Die katholische Pfarrkirche St. Laurentius in Hülzweiler

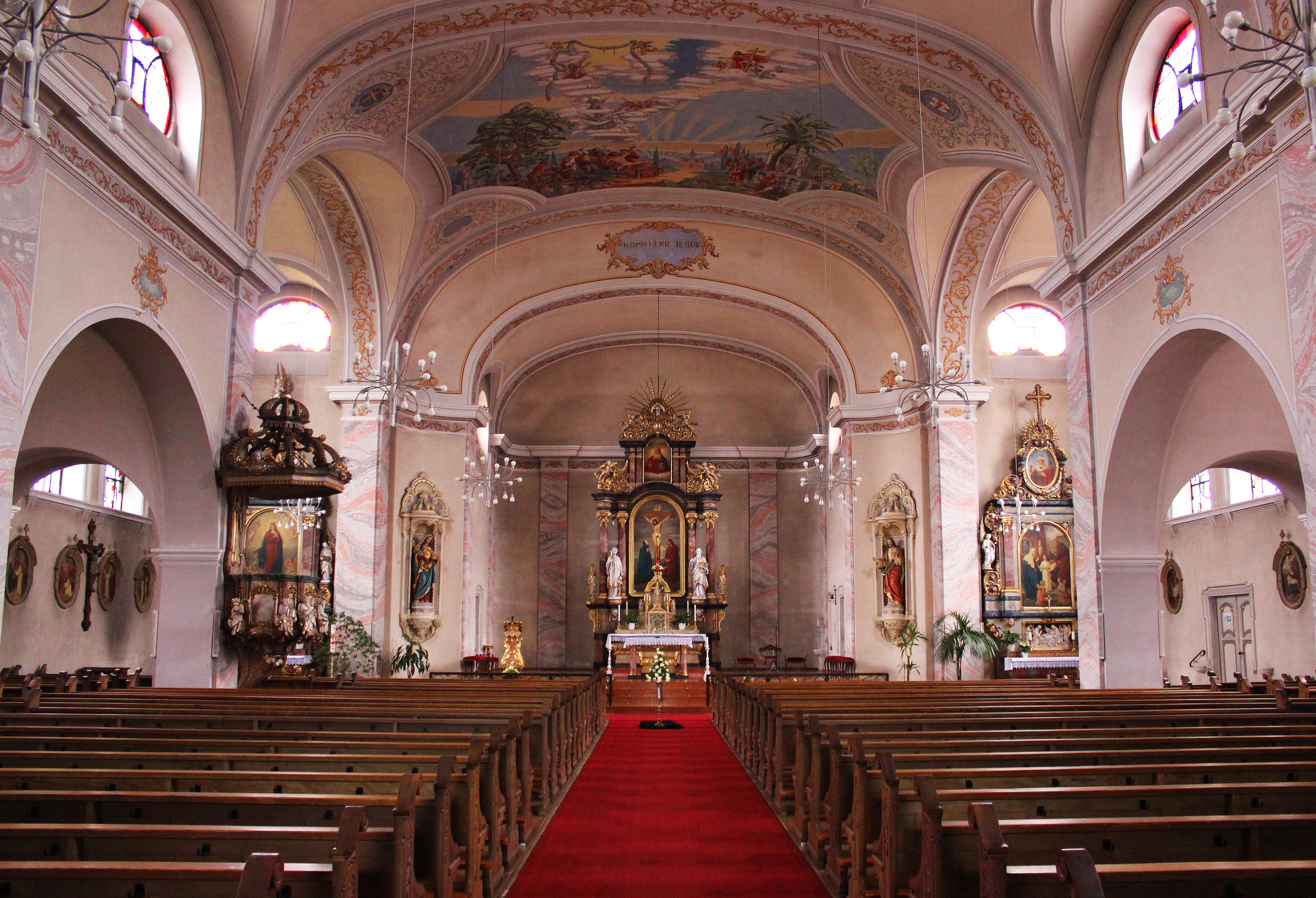
Hülzweiler, Blick ins Innere der Kirche

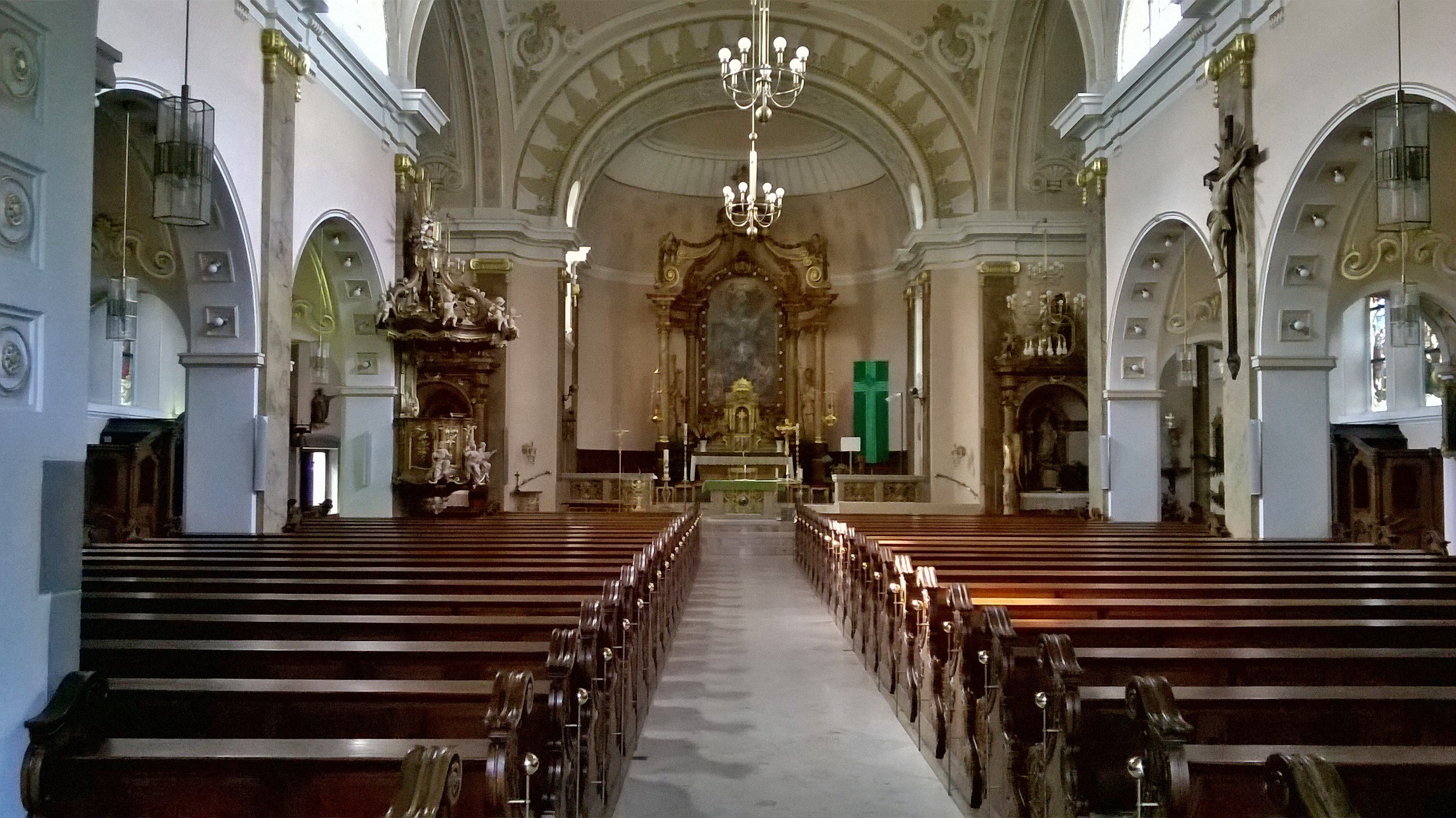
Der ähnlich gestaltete Innenraum der Offenbacher Marienkirche zum Vergleich

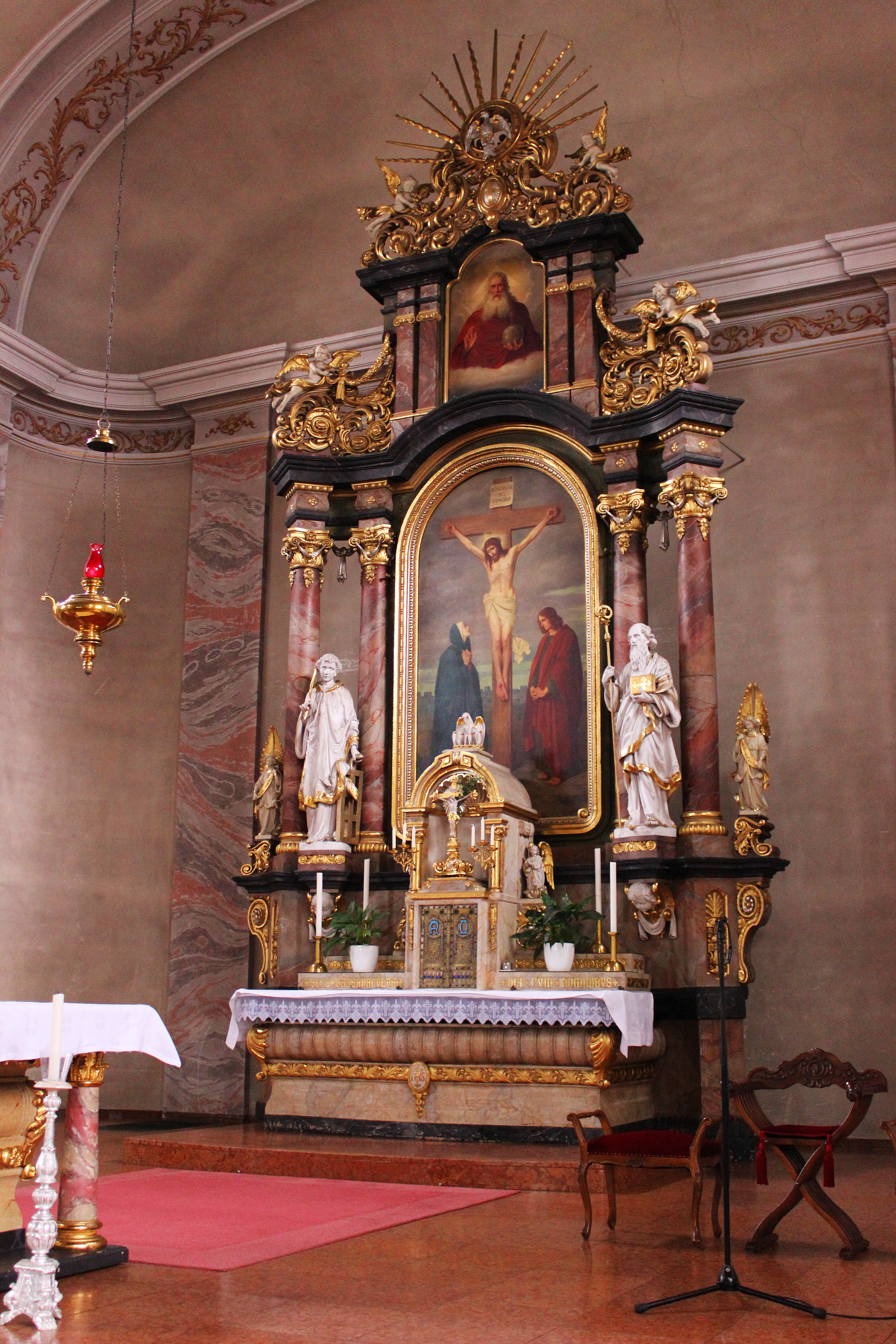
Hülzweiler, Hochaltar

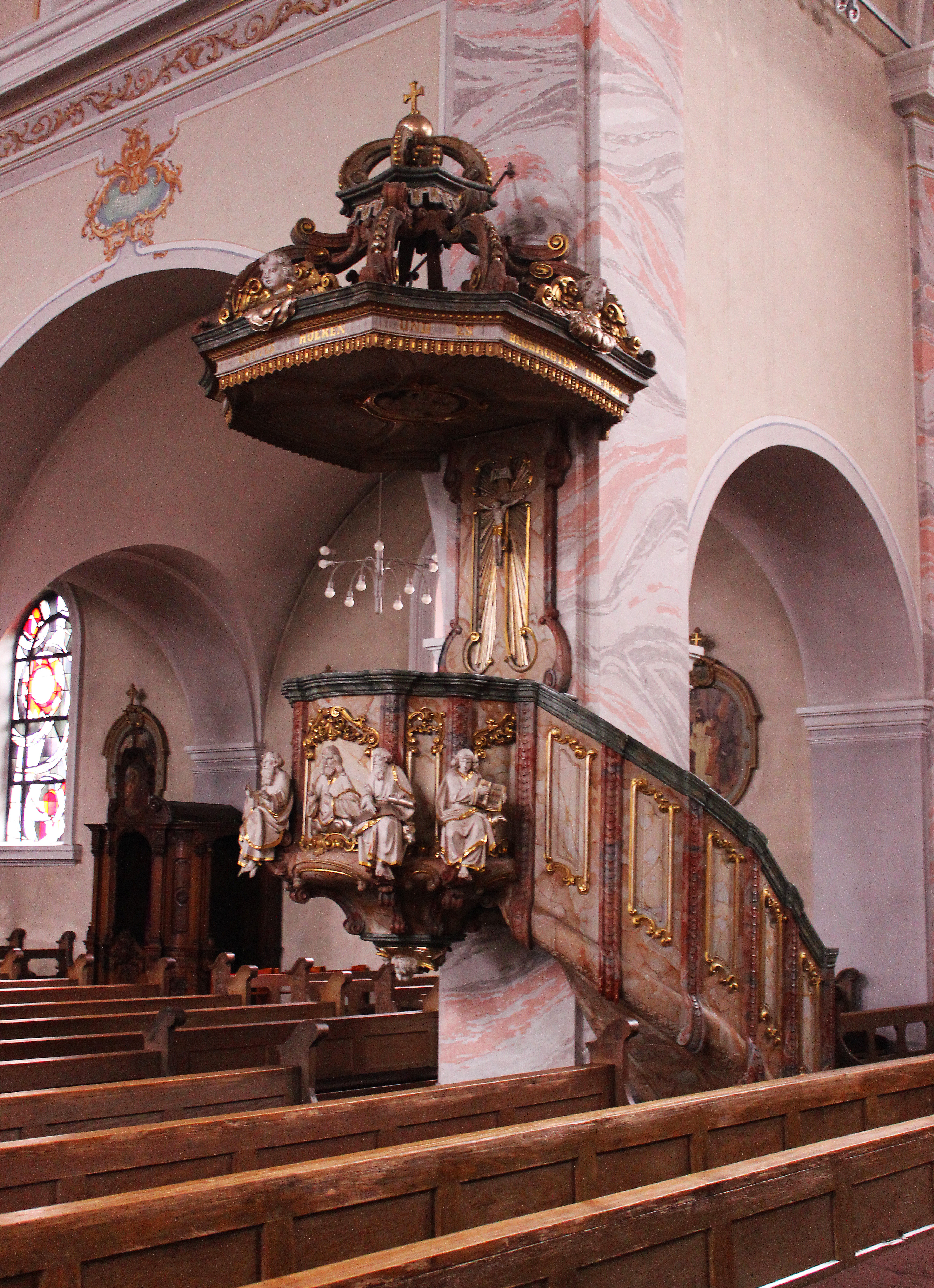
Hülzweiler, Kanzel

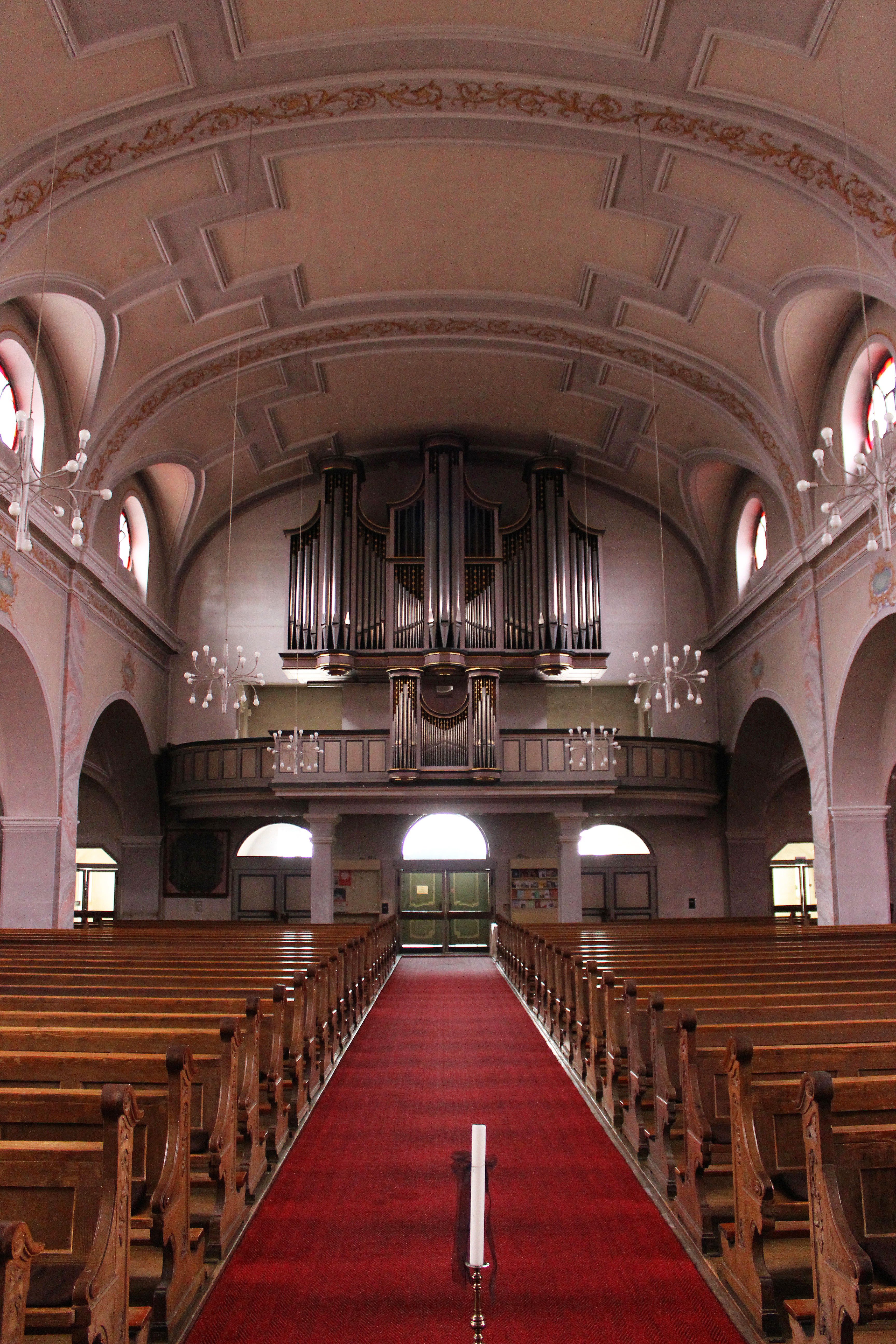
Hülzweiler, Blick zur Empore mit der Beckerath-Orgel

Die Kirche St. Laurentius ist eine römisch-katholische Pfarrkirche im saarländischen Hülzweiler, einem Ortsteil der Gemeinde Schwalbach, Landkreis Saarlouis. Kirchenpatron ist der heilige Laurentius. In der Denkmalliste des Saarlandes ist die Kirche als Einzeldenkmal aufgeführt.

## Geschichte
Die erste Erwähnung einer Pfarrkirche in „Hultz Weiler“, aber ohne Angabe von Größe und Standort, fand sich in einem Visitationsbericht vom 27. Oktober 1618. Darin wurde auch der heilige Laurentius als Schutzpatron dieser Kirche erwähnt. Amtmann Andreas Bockenheimer aus Siersburg war Kollator und bezog die Hälfte des gesamten „Zehnten“. Später ging die Kollatur an die Abtei Fraulautern, die die Prämonstratenser von Wadgassen, die Augustiner von Wallerfangen und benachbarte Priester mit der Seelsorge beauftragte.
Nach der Zerstörung von Hülzweiler im Dreißigjährigen Krieg (1618–1648), dauerte es bis 1671, bevor sich wieder Menschen in dem Ort Holtzweiler ansiedelten. Da es keine Kirche mehr gab, wurde die Seelsorge der Einwohner vom Pfarrer aus Saarwellingen wahrgenommen. Dies geschah von 1680 bis 1691.
In der Folgezeit wurde in Hülzweiler wieder eine eigene Kirche errichtet, die 1715 von Weihbischof von Eyß zur Pfarrkirche erhoben wurde, aber schon zehn Jahre später wegen Baufälligkeit abgerissen werden musste. An gleicher Stelle kam es zum Neubau einer am 24. August 1739 zu Ehren des heiligen Laurentius und des heiligen Wendalinus geweihten Kirche. Diese Kirche war laut Visitationsbericht vom 15. Juni 1829 zu klein geworden, sodass der Beschluss zu einem neuerlichen Kirchenneubau gefasst wurde.
Nachdem im Kirchenrat jahrelang Uneinigkeit über den Standort der neuen Kirche herrschte, kam es schließlich auf Betreiben des damaligen Bürgermeisters Telinge zum Beschluss, einen Platz in der Ortsmitte zu bebauen, auf dem auch die heutige Kirche steht. 1836 konnte mit dem Bau begonnen werden, für den der Bauunternehmer Christian Groß (Saarlouis) den Zuschlag erhielt. Dieser beauftragte den Maurermeister Schuder, die Ausführung der Bauarbeiten zu übernehmen. Da Schuder dieser Aufgabe nicht gewachsen war, stürzte kurz vor der Fertigstellung des Rohbaues der Turm ein. Beim Einsturz wurden auch andere Bauteile mitgerissen. Daraufhin wurde Schuder der Bauauftrag entzogen und in der Folge dem Maurermeister Haffner (Fraulautern) übertragen. Wegen Schwierigkeiten bei der Finanzierung und der Materialbeschaffung verzögerte sich der Fortgang der Bauarbeiten. Am 17. Dezember 1837 konnte die fertiggestellte Kirche, die 29 m in der Länge und 11 m in der Breit maß, von Dechant Perl aus Saarlouis eingeweiht werden. Zu Beginn des 20. Jahrhunderts war auch diese Kirche wieder zu klein geworden, und man musste sich wiederum mit einem Kirchenneubau befassen.
Durch eine Schenkung seitens der Gemeinde war die Frage des Bauplatzes geklärt, sodass am 20. September 1908 die Grundsteinlegung erfolgen konnte. Für den Entwurf der Kirche zeichnete die Architektengemeinschaft Ludwig Becker und Anton Falkowski (Mainz) verantwortlich. Die neue Kirche wurde zunächst, unter Beibehaltung des unteren Teiles des alten Turmes, um den vorhandenen Vorgängerbau errichtet. Nach Fertigstellung von Chor und Querschiff wurde die alte Kirche abgerissen. Das beim Abriss der alten Kirche anfallende brauchbare Material wurde wieder verwendet. Im Spätherbst 1909 konnte durch Dechant Kees aus Saarwellingen die Einweihung vorgenommen werden. Die Rohbaukosten betrugen 130.000 Mark.
Während des Zweiten Weltkrieges wurde das Gotteshaus 1944/45 von Granaten getroffen, die zum Einsturz des Kirchendaches führten. Die Kirche wurde notdürftig instand gesetzt und ein Notdach errichtet, sodass das Weihnachtsfest 1945 in einem abgetrennten Raum begangen werden konnte. In der Folgezeit kam es immer wieder zu Renovierungs- und Umgestaltungsmaßnahmen, die erst 1981 ihren Abschluss fanden.

### Personen
Aus der früheren Pfarrei St. Laurentius gingen zahlreiche Geistliche hervor. Die bekanntesten Vertreter sind hierbei Monsignore Albert André (1930–2014), der frühere Regionaldekan der Region Saar-Hochwald, und Gerhard Jakob (1933–1998), Titularbischof von Vergi und Weihbischof im Bistum Trier.

## Kirchengebäude

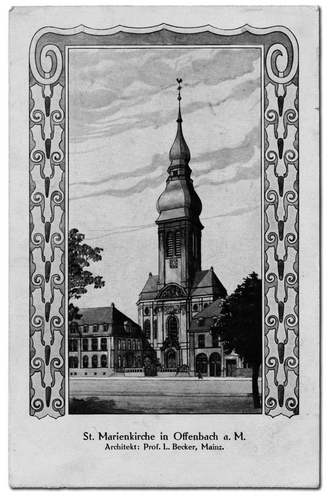
Historische Postkarte mit Ansicht der Marienkirche (Offenbach am Main)

Das im Stil des Neobarock errichtete Kirchengebäude hat ein Außenmaß von 44,98 m × 21,66 m und bot nach der Fertigstellung 924 Sitz- und 476 Stehplätze. In der breiten, wuchtigen Fassade befinden sich drei Portale. Dominiert wird die Fassade von dem dreistöckigen Glockenturm mit Welscher Haube, der von zwei kleineren Türmen mit Spitzhelmen flankiert wird. Das Hauptschiff der Kirche wird von schweren viereckigen Pfeilern getragen. Die Pfeiler gliedern die Seitenwände des Hauptschiffes, die sich im unteren Teil der Wände durch Arkaden zu Seitenschiffen hin öffnen, und somit ein dreischiffiges Langhaus bilden. An das Langhaus schließt sich ein Querhaus an, daran der Chorraum. Durch diese Gliederung ergibt sich die Form eines Lateinischen Kreuzes, die im Grundriss nicht direkt erkennbar ist. Der Lichteintritt erfolgt u. a. durch jeweils zwei Rundbogenfenster in den Außenwänden der Seitenschiffe, sowie vier großen, ebenfalls rundbogigen Fenstern im Querschiff. Im oberen Bereich des Haupt- und Querschiffes befinden sich zusätzliche Fenster. Am Kreuzungspunkt von Lang- und Querhaus sitzt ein Dachreiter.
Etwa zeitgleich mit dem Bau der Hülzweiler Laurentiuskirche hatte Ludwig Becker für Offenbach am Main die dortige Marienkirche entworfen, die auffällige Ähnlichkeiten hinsichtlich der Turmstellung, der Turmhaube und des Inneren aufweist. Die Haubenform des Kirchturmes von St. Laurentius und der Offenbacher Marienkirche wiederholte Becker in den Jahren 1912 bis 1914 in leicht abgewandelter Form bei den beiden hohen Chortürmen der St. Josephskirche in Speyer.

## Ausstattung

### Hochaltar
Der bemerkenswerteste Teil der Ausstattung ist der neubarocke Hochaltar, der von Karl Dörr aus der Saulgauer Holzschnitzerwerkstatt geschaffen wurde. Dörr zeichnet auch für alle anderen holzgeschnitzten Kunstwerke in der Kirche verantwortlich.
Das Altargemälde, das die Kreuzigung Christi zeigt, entwarf W. Stucke (Bonn), ein Künstler der Düsseldorfer Malerschule. Es wurde auf der Düsseldorfer Kunstausstellung 1910 preisgekrönt. Flankiert wird das Gemälde von jeweils zwei glattschäftigen Marmorsäulen mit einfacher Basis und reich verzierten korinthischen Kapitellen, die einen geschwungenen Architrav tragen.
Der Altar, der in seiner Linienführung die Gestaltung der Kirchenfassade aufnimmt, ist in drei Bereiche gegliedert und verjüngt sich nach oben in einem Brustbild, das Gottvater als Weltenherrscher darstellt. Zwei kleine Säulen links und rechts des Bildes stützen einen zweiten Architrav, der als Krönung einen Strahlenkranz trägt.
Gefertigt ist der Altar aus Tannenholz, während die Ornamentik und die figürlichen Darstellungen Schnitzereien aus Lindenholz sind. Die Mensa ist aus Granit, die Altarstufen aus rötlichem Siena-Marmor.
Das Altarbild wird von vier Statuen gerahmt, die den Kirchenpatron St. Laurentius, den Trierer Diözesanpatron St. Matthias, sowie zwei Engel darstellen.
In der Mitte der Mensa befindet sich der Tabernakel, der in seinem verschließbaren Teil die Monstranz und die Kelche beherbergt und im offenen Teil ein schweres, handgeschnitztes, reich verziertes und vergoldetes Altarkreuz. Bekrönt wird der Tabernakel von einer Pelikanfigur.

### Seitenaltäre
Die beiden Seitenaltäre stammen aus dem Jahr 1910. Sie lehnen sich im Aufbau an den Hochaltar an und sind ebenfalls aus Tannenholz angefertigt.
Auf der Evangelienseite steht der Marienaltar mit einem großen Bildnis der Maria als Himmelskönigin, die von Engeln und Blumen umgeben ist. Wie alle anderen Altarbilder ist auch dieses ein Werk von W. Stucke. Zu beiden Seiten des von Pilastern flankierten Bildes stehen Engelsfiguren. Auf dem Architrav, der von den das Marienbildnis flankierenden Pilastern getragen wird, befindet sich ein Bild der heiligen Agnes mit dem Lamm, darüber ein Engel mit einer Schriftrolle. Die Mensa des Altares bietet eine Besonderheit, in der Gestalt, dass in einer von einer verzierten Holzplatte verdeckten Nische der im Grab liegende Christus dargestellt ist. Zu sehen ist die Darstellung nur während der Kartage.
Auf der Epistelseite steht als Pendant der Josefsaltar, dessen Bild die Heilige Familie bei der Ausführung ihres Tagwerkes darstellt. Auch bei diesem Altar finden sich zwei flankierende Engelsfiguren und ein kleineres Bild über dem großen Altarbild, das in diesem Fall die heilige Barbara zeigt. Bekrönt wird der Altar von einem reich verzierten Kreuz im Strahlenkranz. Ein Relief zeigt die Szene vom Sterben des heiligen Josef.

### Sonstige Ausstattung
Weitere Ausstattungsgegenstände sind die neubarocke, reich verzierte, ganz aus Tannenholz gefertigte Kanzel, die aus Lindenholz geschnitzten Herz-Maria- und Herz-Jesu-Statuen links und rechts des Altarraumes und die mit Holzschnitzereien verzierten 1909 und 1912 aufgestellten Beichtstühle aus Eichenholz der Saulgauer Kunstanstalt Carl Dörr, von denen einer mit der Darstellung der „Heimkehr des verlorenen Sohnes“ geschmückt ist. Ferner die Kirchenbänke mit handgeschnitzten Wangen, die von den drei Schreinereien Joh. Goebel, Gebr. Freitag und Joh. Quinten gefertigt wurden, die großen Schränke in der Sakristei aus der Werkstatt der Gebr. Freitag, sowie das Hauptportal und die Türen an den beiden Seiteneingängen von Joh. Goebel. Die 14 Kreuzwegstationen bestehen aus Stuckrahmen der Trierer Stuckfabrik Roller und Bildern von W. Stucke (Bonn).
Die 1920 geschaffenen Deckengemälde der Kunstmaler Gebrüder Schaffroth (Aachen) wurden in den Kriegsjahren 1944/45 zerstört. 1980/81 schuf Kirchenmaler Arnold Mrziglod ein neues Deckengemälde.
Glasmaler Reinhard Heß (Trier) zeichnet für den Entwurf neuer Kirchenfenster im Jahr 1967 verantwortlich.
Von Bildhauer Karl Maria Maximilian Goebel (Hülzweiler) stammt die Statue der heiligen Barbara.

## Orgel
Die erste Orgel, die noch in der Vorgängerkirche aufgestellt war, tat ihren Dienst bis 1929, als sie durch eine neue ersetzt wurde. Diese erlitt im Zweiten Weltkrieg schwere Schäden, konnte aber nach größeren Reparaturarbeiten noch über dreißig Jahre gespielt werden.
Am 6. Dezember 1981 wurde in einem feierlichen Hochamt die heutige Orgel in Dienst gestellt, für deren Disposition der Domorganist und spätere Domkapellmeister von Speyer, Leo Krämer, verantwortlich zeichnete.
Erbaut wurde das Instrument von der Firma Rudolf von Beckerath Orgelbau (Hamburg). Die Orgel, die ca. 2800 Pfeifen aus Zinn und Holz besitzt, verfügt über 38 Register, verteilt auf drei Manuale und Pedal. Die Spieltraktur ist mechanisch, die Registertraktur elektrisch.
| I Rückpositiv C-g3 |                 |       |
| 1.                 | Holzgedackt     | 8′    |
| 2.                 | Prinzipal       | 4′    |
| 3.                 | Rohrflöte       | 4′    |
| 4.                 | Oktave          | 2′    |
| 5.                 | Sesquialtera II |       |
| 6.                 | Larigot         | 1 ⁄3′ |
| 7.                 | Cymbel IV       |       |
| 8.                 | Cromorne        | 8′    |
|                    | Tremulant       |       |

| II Hauptwerk C-g3 |                   |       |
| 9.                | Bordun            | 16′   |
| 10.               | Prinzipal         | 8′    |
| 11.               | Spielflöte        | 8′    |
| 12.               | Oktave            | 4′    |
| 13.               | Hohlflöte         | 4′    |
| 14.               | Oktave            | 2′    |
| 15.               | Cornett V (ab f0) |       |
| 16.               | Mixtur V          | 1 ⁄3′ |
| 17.               | Trompete          | 8′    |

| III Schwellwerk C-g3 |                      |        |
| 18.                  | Gambe                | 8′     |
| 19.                  | Rohrflöte            | 8′     |
| 20.                  | Schwebung II         | 8′     |
| 21.                  | Prinzipal            | 4′     |
| 22.                  | Nachthorn            | 4′     |
| 23.                  | Nasat                | 2 ⁄3′  |
| 24.                  | Offenflöte           | 2′     |
| 25.                  | Terz                 | 1 3⁄5′ |
| 26.                  | Mixtur V             |        |
| 27.                  | Basson               | 16′    |
| 28.                  | Trompette harmonique | 8′     |
| 29.                  | Clairon              | 4′     |
|                      | Tremulant            |        |

| Pedal C-f1 |               |       |
| 30.        | Prinzipal     | 16′   |
| 31.        | Subbass       | 16′   |
| 32.        | Oktavbass     | 8′    |
| 33.        | Bassflöte     | 8′    |
| 34.        | Choralbass    | 4′    |
| 35.        | Nachthorn     | 2′    |
| 36.        | Hintersatz IV | 2 ⁄3′ |
| 37.        | Posaune       | 16′   |
| 38.        | Trompete      | 8′    |

- Koppeln: I/II, III/II, I/P, II/P, III/P
- Spielhilfen: 6 mechanische Setzerkombinationen, Crescendowalze